# Głos Prawa. Przegląd Prawniczy Allerhanda
"Głos Prawa. Przegląd Prawniczy Allerhanda" (angielska wersja tytułu: The Voice of Law. Allerhand Law Review) – czasopismo naukowe o profilu prawniczym i ekonomicznym powstałe w 2018 r., nawiązujące do czasopisma "Głos Prawa" ukazującego się we Lwowie w latach 1924-1939.

## Informacje podstawowe
"Głos Prawa. Przegląd Prawniczy Allerhanda" zostało zainaugurowane 28 listopada 2018 r. tekstem na temat praw wyborczych kobiet oraz drodze kobiet do zawodów prawniczych. Pierwszy zeszyt (nr 1-2/2018) ukazał się na przełomie 2018 i 2019 r. Czasopismo ukazuje się jako półrocznik w wersji elektronicznej oraz papierowej.
Czasopismo nawiązuje też do wydawanego w latach 2007-2010 czasopisma „HUK. Czasopismo Kwartalne Całego Prawa Handlowego, Upadłościowego oraz Rynku Kapitałowego”, redagowanego przez Arkadiusza Radwana, a także do wydawanych w Instytucie Allerhanda publikacji w ramach „Oficyny Allerhanda”. W latach 2010–2018 Instytut publikował cykliczną serię Allerhand Working Papers – publikacji rozpowszechnianych w wolnym dostępie, umożliwiających szybkie włączenie do dyskusji naukowej wyników najnowszych badań pracowników Instytutu i osób związanych ze środowiskiem Instytutu Allerhanda.
W czasopiśmie publikowane są artykuły z zakresu prawa i ekonomii, przeglądy orzecznictwa, glosy, projekty regulacyjne oraz felietony. W dziale "Fontes" zamieszczane są przedruki opracowań Maurycego Allerhanda oraz ważne opracowania sprzed 1939 r. 
Redaktorem naczelnym "Głosu Prawa" jest Adam Redzik, a redaktorami Arkadiusz Radwan i Wojciech Rogowski.
W skład Rady Programowej czasopisma wchodzą: Estaban Arribas Reyes (Universidad de Alcalá), Steef Bartman (Maastricht University), Alessio Bartolacelli (University of Macerata), Patrycja Grzebyk (Uniwersytet Warszawski), Paweł Księżak (Uniwersytet Łódzki), Arkadiusz Radwan (Uniwersytet Witolda Wielkiego w Kownie), Adam Redzik (Uniwersytet Warszawski), Wojciech Rogowski (Instytut Allerhanda), Philippe Sands (University College London), Ihor Zeman (Narodowy Uniwersytet im. Iwana Franki we Lwowie), Grzegorz Żmij (Uniwersytet Śląski w Katowicach).
Wydawcą czasopisma jest Fundacja imienia Aliny i Leszka Allerhandów we współpracy z Instytutem Allerhanda, którego periodyk jest też organem.